# OpenDyslexic

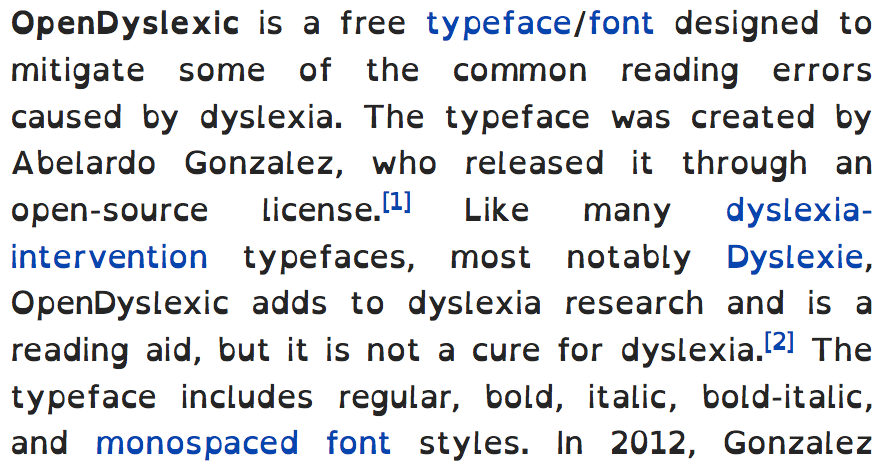
OpenDyslexicの書体例

OpenDyslexic（オープンディスレクシック）は、ディスレクシアによって生じる誤読の一部を軽減することを目的としてデザインされたフリーの書体・フォントである。そのデザインはDejaVu Sansを基にしている。プロポーショナルフォントにはレギュラー、ボールド、イタリック、ボールドイタリックの書式があり、等幅フォントにはレギュラーがある。
Dyslexieに代表される他の多くのディスレクシア対策書体と同じように、OpenDyslexicは読字の補助となるが、ディスレクシアを治療するわけではない。科学的研究により、このフォントの効果には疑問が呈されている。
OpenDyslexicはAbelardo Gonzálezがオープンソースライセンスでリリースした。Gonzálezはこのフォントのリリースの動機として、当時、同様のフォントを見たことはあるが価格が高価で実用的ではなかったとBBCに語った。

## 実用
OpenDyslexicは現在、ウィキペディアおよびInstapaperなどのウェブサイト、およびKodo電子書籍リーダーおよびAmazon Kindleなどのデバイスで選択可能であり、いくつかの書籍にも使われている。Abelardo GonzálezおよびRobert James Gabrielが開発したGoogle Chrome拡張もあり、これはOswald Foundationのウェブアクセシビリティ製品の機能の一部にもなっている。

## 科学的研究
RelloおよびBaeza-Yatesは2013年、ディスレクシアを持つ11歳から50歳のスペイン語読者のアイトラッキング（視線計測）を実施し、OpenDyslexicフォントを使っても読字時間および視線固定時間に関して有意な改善がないことを示した。WeryおよびDilibertoは、ディスレクシアを持つ米国の小学生を対象に文字の同定、単語の読解、および無意味語の読解について調べた。OpenDyslexicを用いても、ArialおよびTimes New Romanを用いた場合に比べて読字速度および読字正確性に関して改善は見られなかった。

## 関連する書体
ディスレクシアを持つ人に利点がある他の書体として、BBC Reith、Comic Sans、Dyslexie、FS Me、SassoonおよびSylexiadなどがある。